# Bułgaria na Letnich Igrzyskach Olimpijskich 2008
Bułgarię na Letnich Igrzyskach Olimpijskich 2008 reprezentowało 72 zawodników.
Bułgaria uczestniczyła podczas letnich igrzysk olimpijskich po raz osiemnasty. Już przed rozpoczęciem Letnich Igrzysk Olimpijskich w Pekinie jedenastu bułgarskich ciężarowców zostało przyłapanych na dopingu. Po pozytywnych wynikach testów cała drużyna ciężarowców została zdyskwalifikowana.

## Zdobyte medale
| Medal  | Zawodnik         | Dyscyplina sportowa | Konkurencja                                   |
| ------ | ---------------- | ------------------- | --------------------------------------------- |
| Złoto  | Rumjana Nejkowa  | Wioślarstwo         | W1x (jedynka)                                 |
| Srebro | Stanka Złatewa   | Zapasy              | kategoria do 72 kg kobiet stylem wolnym       |
| Brąz   | Jawor Janakijew  | Zapasy              | kategoria do 74 kg mężczyzn stylem klasycznym |
| Brąz   | Radosław Welikow | Zapasy              | kategoria do 55 kg mężczyzn stylem wolnym     |
| Brąz   | Kirił Terzijew   | Zapasy              | kategoria do 74 kg mężczyzn stylem wolnym     |